# کاماکو
کاماکو (به پرتغالی: Camaquã) یک منطقهٔ مسکونی در برزیل است که در ریو گرانده جنوبی واقع شده‌است. کاماکو ۱٬۶۷۹٫۵۵۶ کیلومتر مربع مساحت و ۶۶٬۴۷۸ نفر جمعیت دارد.